# Marquette (cépage)

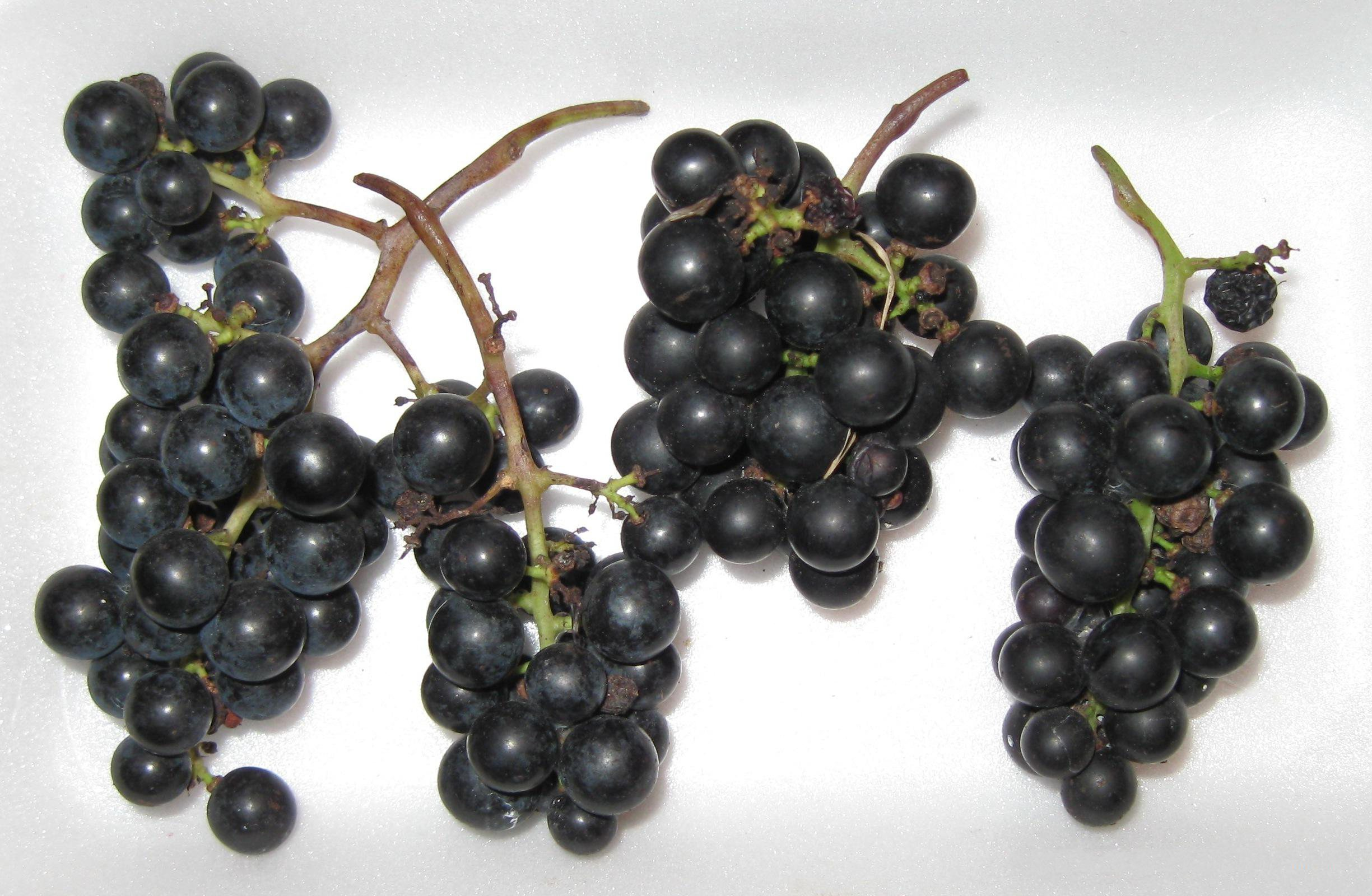
Grappes de Marquette.

Le Marquette, également appelé Minnesota 1211 (MN 1211) est un cépage de raisin hybride créé à l'Université du Minnesota et commercialisé depuis 2006. Il s'agit d'un croisement entre deux autres hybrides, soit le Mn 1094 et le Ravat 262,. Une de ses caractéristiques principales est sa résistance au froid, alors que les plants peuvent résister à des froids atteignant -38 degrés Celsius. Il possède également une bonne résistance à plusieurs maladies qui affectent les raisins et les vignes .

## Distributions
Il s'agit d'un hybride qui est de plus en plus utilisé en Amérique du Nord dans des régions où les températures peuvent descendre considérablement en hiver, particulièrement dans le Midwest américain dans des États tels que le Minnesota, l'Indiana et l'Iowa. Il s'agit même du cépage le plus utilisé au Wisconsin. Ce cépage est également utilisé dans la province de Québec et possède un potentiel élevé pour la production de vin, particulièrement dans la région de la vallée du st-laurent.